# Trichaphodius quadripartitus
Trichaphodius quadripartitus är en skalbaggsart som beskrevs av Rudolph Petrovitz 1973. Trichaphodius quadripartitus ingår i släktet Trichaphodius och familjen Aphodiidae. Inga underarter finns listade i Catalogue of Life.